# François-Pierre-Louis Keller
François-Pierre-Louis Keller, francoski general, * 26-05-1884, † 28-01-1981